# سیارک ۱۴۹۸۸۴

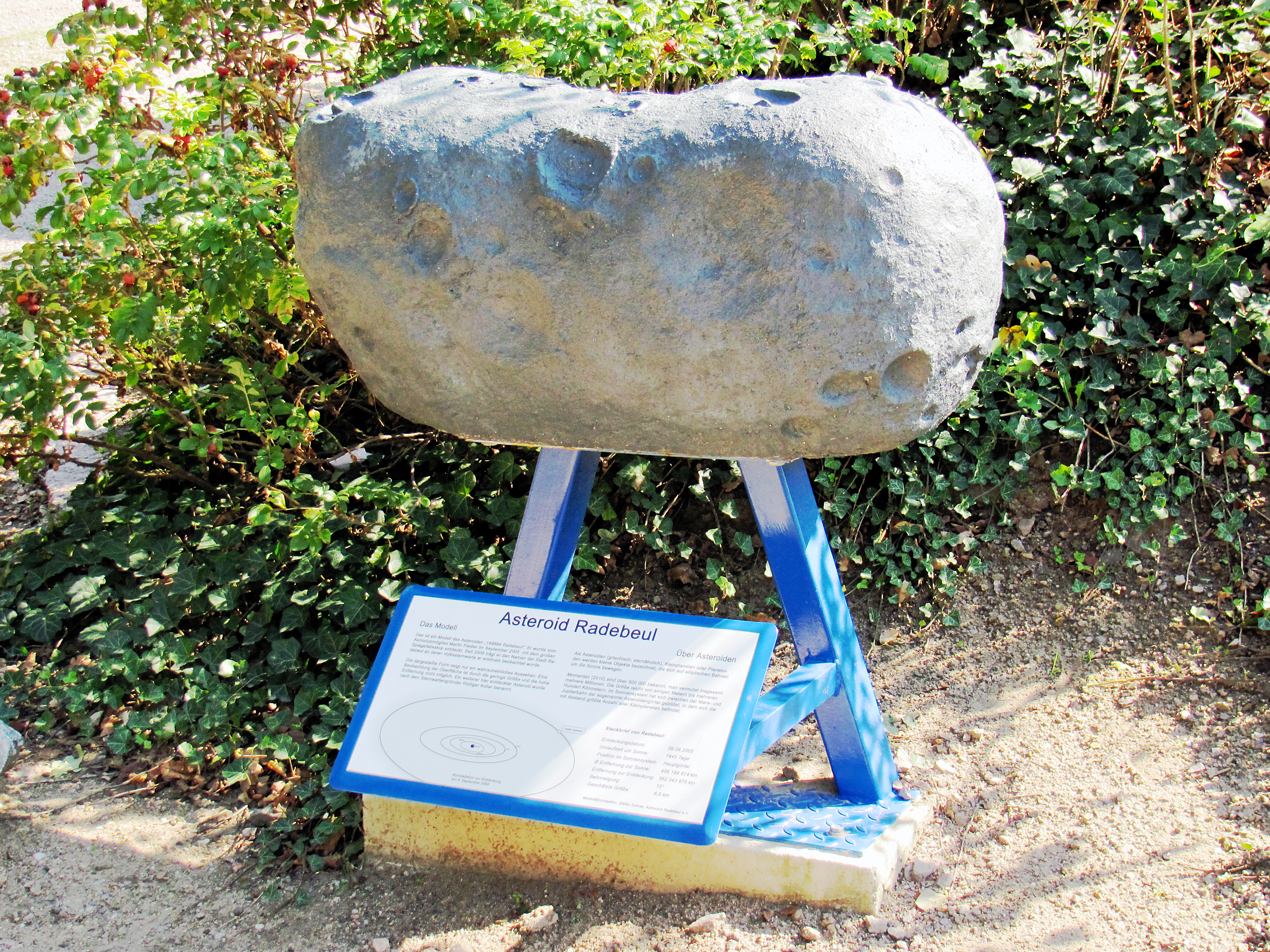
سازه‌ای سه‌بُعدی از سیارک ۱۴۹۸۸۴ در رادبویل - ۲۰۱۲

سیارک ۱۴۹۸۸۴ (به انگلیسی: 149884 Radebeul، نامگذاری:2005RD9) صد و چهل و نه هزار و هشتصد و هشتاد و چهارمین سیارک کشف شده‌است که در ۹ سپتامبر ۲۰۰۵ کشف شد.